# Adolf Lukas Vischer

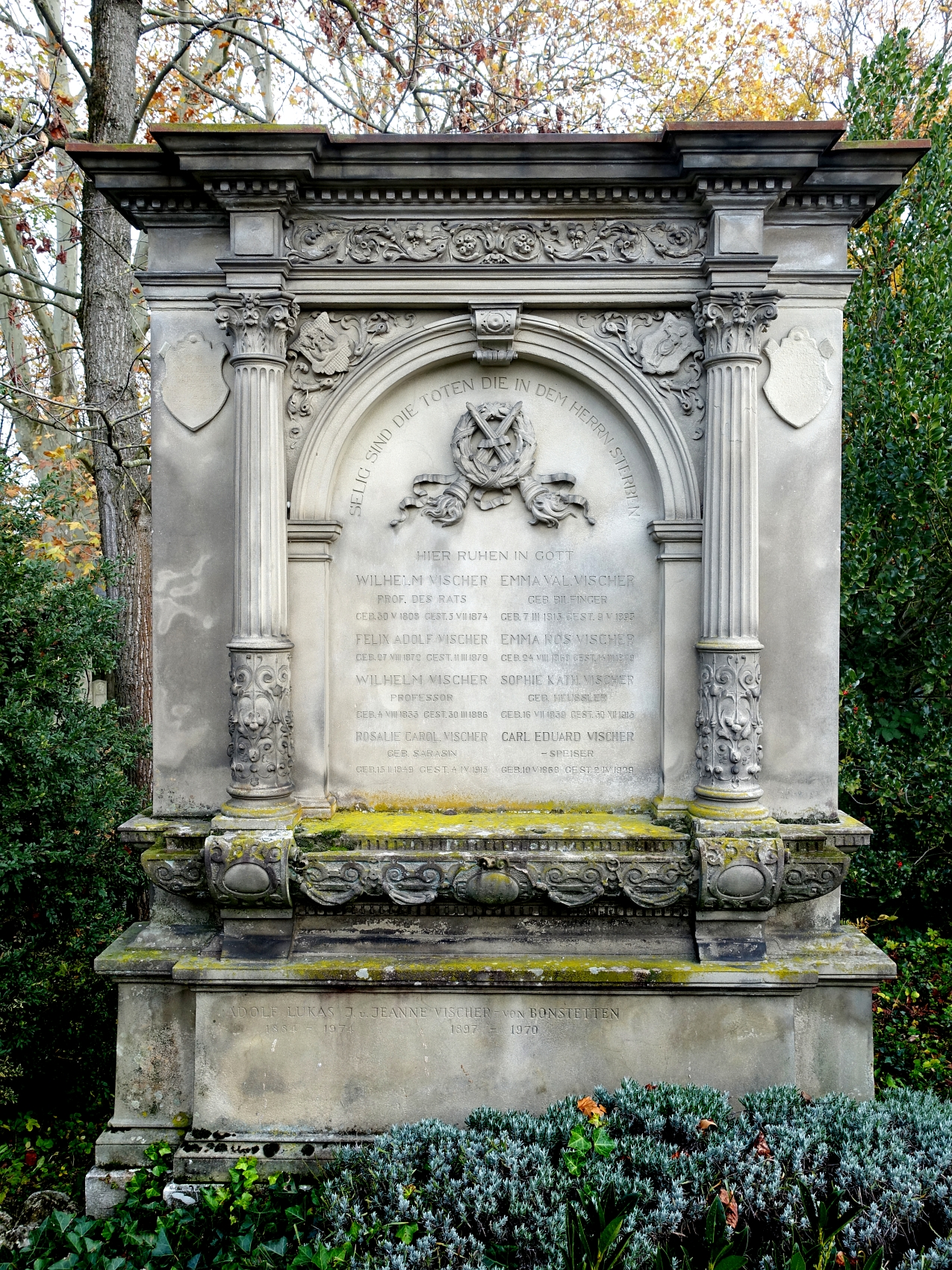
Adolf Lukas Vischer, Familiengrab auf dem Friedhof Wolfgottesacker

Adolf Lukas Vischer (* 31. Dezember 1884 in Basel; † 13. Juli 1974 ebenda) war ein Schweizer Mediziner.
Vischer arbeitete während des Ersten Weltkrieges an der Schweizerischen Botschaft in London und besuchte zivile und militärische Gefangene; er wurde zum weltweit wichtigsten Experten über die „Stacheldraht-Krankheit“, worüber er auch auf Englisch (Barbed Wire Disease) veröffentlichte.
Nach ihm ist die Alterssiedlung „Adolf Lukas Vischer-Haus“ im Steinengraben 75 in Basel benannt. Er fand seine letzte Ruhestätte auf dem Friedhof Wolfgottesacker.